# Gerbathodes lichenodes
Gerbathodes lichenodes là một loài bướm đêm trong họ Noctuidae.